# Subogai
Subogai (kinesiska: 苏波盖, 苏波盖乡) är en socken i Kina. Den ligger i den autonoma regionen Inre Mongoliet, i den norra delen av landet, omkring 83 kilometer väster om regionhuvudstaden Hohhot. Antalet invånare är 19808. Befolkningen består av 9 569 kvinnor och 10 239 män. Barn under 15 år utgör 13,0 %, vuxna 15-64 år 75 %, och äldre över 65 år 11,0 %.
Genomsnittlig årsnederbörd är 573 millimeter. Den regnigaste månaden är juli, med i genomsnitt 162 mm nederbörd, och den torraste är januari, med 2 mm nederbörd.